# Episodi di Witchy Pretty Cure!

Logo occidentale della serie

Lista degli episodi di Witchy Pretty Cure!, tredicesima serie anime di Pretty Cure, trasmessa in Giappone su TV Asahi dal 7 febbraio 2016 al 29 gennaio 2017. In Italia è stata diffusa sottotitolata in lingua italiana da Crunchyroll.
Le sigle originali di apertura, Dokkin♢ Mahō tsukai Precure! (Ｄｏｋｋｉｎ♢魔法つかいプリキュア！?) per gli ep. 1-21 e Dokkin♢ Mahō tsukai Precure! Part 2 (Ｄｏｋｋｉｎ♢魔法つかいプリキュア！ Ｐａｒｔ２?) per gli ep. 22-50, sono cantate da Rie Kitagawa, mentre quelle di chiusura, CURE UP￪RA♡PA☆PA! ~Hohoemi ni naru mahō~ (ＣＵＲＥ ＵＰ↑ＲＡ♡ＰＡ☆ＰＡ！～ほほえみになる魔法～?) per gli ep. 1-21 dalle doppiatrici di Cure Miracle e Cure Magical (Rie Takahashi e Yui Horie) e Mahō Âla・Dōmo! (魔法アラ・ドーモ！?) per gli ep. 22-37; 40-50 in aggiunta quella di Cure Felice (Saori Hayami).
Negli episodi 38-39, in occasione dell'uscita al cinema del film della serie, la sigla finale è Tadashii mahō no tsukai kata (正しい魔法の使い方?), cantata da Mayu Watanabe.

## Lista episodi
| Nº | Titolo italiano (traduzione letterale) Giapponese 「Kanji」 - Rōmaji | In onda           | In onda |
| Nº | Titolo italiano (traduzione letterale) Giapponese 「Kanji」 - Rōmaji | Giapponese        |         |
| 1  | Un incontro magico e miracoloso! La nascita delle magiche Pretty Cure! 「出会いはミラクルでマジカル！魔法のプリキュア誕生！」 - Deai wa mirakuru de majikaru! Mahō no Purikyua tanjō!           | 7 febbraio 2016   |         |
| 2  | All'emozionante scuola di magia! Dov'è finito il preside!? 「ワクワクの魔法学校へ！校長先生はどこ！？」 - Wakuwaku no mahō gakkō he! Kōchō-sensei wa doko!?                                     | 14 febbraio 2016  |         |
| 3  | Shopping nel distretto commerciale! Il potere del rubino si risveglia! 「魔法商店街でショッピング！目覚めるルビーの力！」 - Mahō shōten gai de shoppingu! Mezameru Rubī no chikara!             | 21 febbraio 2016  |         |
| 4  | Le lezioni di magia sono iniziate! In cerca di una misteriosa farfalla! 「魔法の授業スタート！ふしぎなちょうちょを探せ！」 - Mahō no jugyō sutāto! Fushigi na chōcho wo sagase!                 | 28 febbraio 2016  |         |
| 5  | Sperdute sull'isola ghiacciata!? La magia è collegata all'amicizia! 「氷の島ですれ違い！？魔法がつなぐ友情！」 - Kōri no shima de surechigai!? Mahō ga tsunagu yūjō!                            | 6 marzo 2016      |         |
| 6  | Allenamento intensivo! Bacchette magiche! L'insegnante è la sorella maggiore di Liko!? 「特訓！魔法の杖！先生はリコのお姉ちゃん！？」 - Tokkun! Mahō no tsue! Sensei wa Riko no onē-chan!?      | 13 marzo 2016     |         |
| 7  | La magia del villaggio delle sirene! I pensieri dello zaffiro rivivono! 「人魚の里の魔法！よみがえるサファイアの想い！」 - Ningyo no sato no mahō! Yomigaeru Safaia no omoi!                    | 20 marzo 2016     |         |
| 8  | GO con la scopa magica! Salviamo la famiglia di pegasi! 「魔法のほうきでＧＯ！ペガサス親子を救え！」 - Mahō no houki de GO! Pegasasu oyako wo sukue!                                            | 27 marzo 2016     |         |
| 9  | Addio regno della magia!? La prova finale di Mirai e Liko! 「さよなら魔法界！？みらいとリコの最終テスト！」 - Sayonara Mahō-kai!? Mirai to Riko no saishū tesuto!                               | 3 aprile 2016     |         |
| 10 | Sono tornata, regno della non magia! Un attimo, dov'è finita Liko? 「ただいま！ナシマホウ界！ってリコはどこ？」 - Tadaima! Nashimahou-kai! Tte Riko wa doko?                                    | 10 aprile 2016    |         |
| 11 | Il primo giorno di scuola di Mofurun? Prendiamoci il topazio emozionante-mofu! 「モフルンの初登校？ワクワクのトパーズをゲットモフ！」 - Mofurun no hatsutōkō? Wakuwaku no Topāzu wo getto mofu! | 17 aprile 2016    |         |
| 12 | Il cielo stellato e i ricordi di Mirai 「満天の星空とみらいの思い出」 - Manten no hoshizora to Mirai no omoide                                                                                  | 24 aprile 2016    |         |
| 13 | Un barbecue super divertente! Abbiamo trovato un sacco di felicità! 「たのしいＢＢＱ！幸せたくさんみ～つけた！」 - Tanoshii bābekyū! Shiawase takusan mi~tsuketa!                               | 1º maggio 2016    |         |
| 14 | Un hanamaru per tutti! Operazione verifica! 「みんな花マル！テスト大作戦！」 - Minna hanamaru! Tesuto daisakusen!                                                                               | 8 maggio 2016     |         |
| 15 | Caos totale! Le sette trasformazioni di Haa! 「ハチャメチャ大混乱！はーちゃん七変化！」 - Hachamecha daikonran! Hā-chan shichihenge!                                                            | 15 maggio 2016    |         |
| 16 | Da quanto tempo! Sono venute a trovarci le amiche della scuola di magia! 「久しぶりっ！補習メイトがやってきた！」 - Hisashiburi! Hoshū meito ga yattekita!                                      | 22 maggio 2016    |         |
| 17 | Dimmelo tu, Sfera di Cristallo! Chi è la persona nel passato della nonna?! 「水晶さんおしえて！おばあちゃんの思い出の人」 - Suishō-san oshiete! Obaa-chan no omoide no hito                     | 29 maggio 2016    |         |
| 18 | Ritorno nel regno della magia! Recuperiamo la Linkru Stone! 「魔法界再び！リンクルストーンを取り返せ！」 - Mahō-kai futatabi! Rinkuru Sutōn wo torikaese!                                       | 5 giugno 2016     |         |
| 19 | Esplorazione & avventura! Il mistero della porta magica! 「探検＆冒険！魔法のとびらのナゾ！」 - Tanken & bōken! Mahō no tobira no nazo!                                                         | 12 giugno 2016    |         |
| 20 | La terribile caduta! Lo smeraldo, creato nel regno della magia! 「ドタバタでヤバスギ！魔法界に生まれたエメラルド！」 - Dotabata de yaba sugi! Mahō-kai ni umareta Emerarudo!                    | 19 giugno 2016    |         |
| 21 | STOP! Magia oscura! Le Pretty Cure contro Dokuroxy! 「ＳＴＯＰ！闇の魔法！プリキュアＶＳドクロクシー！」 - Sutoppu! Yami no mahō! Purikyua tai Dokurokushī!                                     | 26 giugno 2016    |         |
| 22 | Sboccia una nuova leggenda! La nascita di Cure Felice! 「芽生える新たな伝説！キュアフェリーチェ誕生！」 - Mebaeru aratana densetsu! Kyua Ferīche tanjō!                                         | 3 luglio 2016     |         |
| 23 | Stiamo insieme per sempre! Bentornata, Haa! 「これからもよろしく！おかえり、はーちゃん！」 - Korekara mo yoroshiku! Okaeri, Hā-chan!                                                            | 10 luglio 2016    |         |
| 24 | Un emozionante rinnovamento! Decoriamo la camera di Haa! 「ワクワクリフォーム！はーちゃんのお部屋づくり！」 - Wakuwaku rifōmu! Hā-chan no oheya zukuri!                                         | 17 luglio 2016    |         |
| 25 | Estate! Mare! Scateniamoci! Mangiamoci una granita! 「夏だ！海だ！大はしゃぎ！かき氷が食べた～いっ！」 - Natsu da! Umi da! Ōhashagi! Kakigōri ga tabeta~i!                                      | 24 luglio 2016    |         |
| 26 | Proviamo tutte la stessa cosa! I biscotti di Haa 「想いはみんな一緒！はーちゃんのクッキー」 - Omoi wa minna issho! Hā-chan no kukkī                                                             | 31 luglio 2016    |         |
| 27 | Let's enjoy! Le vacanze estive della scuola di magia! 「Ｌｅｔ'ｓエンジョイ！魔法学校の夏休み！」 - Rettsu enjoi! Mahō gakkō no natsuyasumi!                                                    | 7 agosto 2016     |         |
| 28 | Il festival estivo del regno della magia! Volate alti, oh fuochi d'artificio! 「魔法界の夏祭り！花火よ、たかくあがれ！」 - Mahō-kai no natsumatsuri! Hanabi yo, takaku agare!                   | 14 agosto 2016    |         |
| 29 | Una nuova storia magica! La protagonista è Mofunerentola!? 「新たな魔法の物語！主役はモフデレラ！？」 - Aratana mahō no monogatari! Shuyaku wa Mofuderera!?                                     | 21 agosto 2016    |         |
| 30 | Il progetto di studio magico! Ma non finisce più! 「魔法の自由研究！が、終わらな～い！！」 - Mahō no jiyūkenkyū! Ga, owarana~i!!                                                                | 28 agosto 2016    |         |
| 31 | Sentimenti cristallizzati! L'Alessandrite color arcobaleno!! 「結晶する想い！虹色のアレキサンドライト！！」 - Kesshōsuru omoi! Niji-iro no Arekisandoraito!!                                    | 4 settembre 2016  |         |
| 32 | Emozioni a bizzeffe! La vita scolastica di Haa! 「ワクワクいっぱい！はーちゃんの学校生活！」 - Wakuwaku ippai! Hā-chan no gakkō seikatsu!                                                       | 11 settembre 2016 |         |
| 33 | Sentimenti contrastanti! Una giornata padre-figlia molto difficile! 「すれ違う想い！父と娘のビミョ～な１日！」 - Surechigau omoi! Chichi to musume no bimyo~na ichinichi!                       | 18 settembre 2016 |         |
| 34 | Batticuore! Il primo amore ha il sapore del melonpan alla fragola!? 「ドキドキ！初恋の味はイチゴメロンパン！？」 - Dokidoki! Hatsukoi no aji wa ichigo meronpan!?                               | 25 settembre 2016 |         |
| 35 | L'elezione del presidente del Consiglio Studentesco! Votate per Liko! 「生徒会長総選挙！リコに清き一票を！」 - Seitokaichō sōsenkyo! Riko ni kiyoki ippyō wo!                                   | 2 ottobre 2016    |         |
| 36 | Mirai e Mofurun, e a volte Chikurun! Un attimo, chi!? 「みらいとモフルン、ときどきチクルン！って誰！？」 - Mirai to Mofurun, tokidoki Chikurun! Tte dare!?                                      | 9 ottobre 2016    |         |
| 37 | L'ingrediente segreto è la magia? La ricetta dei mandarini congelati! 「魔法が決め手？冷凍みかんのレシピ！」 - Mahō ga kimete? Reitō mikan no reshipi!                                          | 16 ottobre 2016   |         |
| 38 | Dolce? Non dolce? Il Festival della Zucca Magica! 「甘い？甘くない？魔法のかぼちゃ祭り！」 - Amai? Amakunai? Mahō no kabocha matsuri!                                                           | 23 ottobre 2016   |         |
| 39 | Oggi è Halloween! Speriamo che sorridano tutti! 「今日はハロウィン！み～んな笑顔になぁれ！」 - Kyō wa Harouin! Mi~nna egao ni nāre!                                                             | 30 ottobre 2016   |         |
| 40 | Tanti auguri pieni d'amore! Il compleanno di Liko! 「愛情いっぱいのおめでとう！リコの誕生日！」 - Aijō ippai no omedetou! Riko no tanjōbi!                                                      | 13 novembre 2016  |         |
| 41 | Risplendiamo ogni giorno! Il doposcuola della magia! 「ジュエリーな毎日！魔法学校へ放課後留学！」 - Juerī na mainichi! Mahō gakkō he hōkago ryūgaku!                                            | 20 novembre 2016  |         |
| 42 | Consegna per Chikurun! Un budino magico pieno di sentimenti! 「チクルンにとどけ！想いをのせた魔法のプリン！」 - Chikurun ni todoke! Omoi wo noseta mahō no purin!                               | 27 novembre 2016  |         |
| 43 | Al villaggio delle fate! Svelato il segreto del regno della magia! 「いざ妖精の里へ！あかされる魔法界のヒミツ！」 - Iza yōsei no sato he! Akasareru Mahō-kai no himitsu!                        | 4 dicembre 2016   |         |
| 44 | La grande battaglia di Mofurun! Sono tornate tutte bambine!? 「モフルン大奮闘！みんな子供になっちゃった！？」 - Mofurun daifuntō! Minna kodomo ni natchatta!?                                   | 11 dicembre 2016  |         |
| 45 | I sentimenti trascendono il tempo… le forme dell'amicizia! 「想いは時を超えて⋯！友情のかたち！」 - Omoi wa toki wo koete…! Yūjō no katachi!                                                     | 18 dicembre 2016  |         |
| 46 | Il Natale della magia! Mirai diventa Babbo Natale!? 「魔法のクリスマス！みらい、サンタになる！？」 - Mahō no Kurisumasu! Mirai, Santa ni naru!?                                                 | 25 dicembre 2016  |         |
| 47 | Tutti i nostri desideri! Dove andrà il domani? 「それぞれの願い！明日はどっちだー？」 - Sorezore no negai! Ashita wa docchi dā?                                                                 | 8 gennaio 2017    |         |
| 48 | Caos Eterno! Il mondo di Deusmast!! 「終わりなき混沌！デウスマストの世界！！」 - Owarinaki konton! Deusumasuto no sekai!!                                                                       | 15 gennaio 2017   |         |
| 49 | Addio… streghe! Torna ancora, magia miracolosa! 「さよなら⋯ 魔法つかい！奇跡の魔法よ、もう一度！」 - Sayonara… mahō tsukai! Kiseki no mahō yo, mou ichido!                                      | 22 gennaio 2017   |         |
| 50 | Cure-Up RaPaPa! Speriamo che domani sia una bella giornata!! 「キュアップ・ラパパ！未来もいい日になあれ！！」 - Kyuappu Rapapa! Ashita mo ii hi ni naare!!                                      | 29 gennaio 2017   |         |